# 身分
身分（みぶん、英語: status）とは、広義には特定の社会または集団において他の人が占めている他の地位との関連で捉えられる同一社会または同一集団の内部で位置づけられるその人の地位。

## 身分の区分
社会学上の身分には帰属的身分と獲得的身分がある。
帰属的身分
帰属的身分とは、個人の才能や労力とは無関係に出生とともに決まる身分関係をいう。帰属的身分には年齢（世代）、性別、親族関係などがある。
獲得的身分
獲得的身分とは、競争あるいは個々の労力の結果として獲得される身分関係をいう。

## 身分の歴史
古代の身分概念は神によって秩序づけられているとの世界観を強く意識したものだった。プラトンは人々の平等を説きつつ、古代インドなどの3分法の影響を受け、神は支配者、その援助者（軍人）、農民・手工業者・労働者の身分を定めたとした。また、アリストテレスは現実社会をもとに農民、手工業者、商人、日雇い、軍人、裁判官、所有階級、官吏などの身分に分類したが、ポリス国家に関しては市民と非市民の2分法を用いた。このアリストテレスの2分法は労働と余暇、貧困と富、不自由と自由といった対極的な構造を内包するものであった。
近代になり自然法思想が広まると従来の身分概念と身分体制は批判を受けるようになり、社会構造の変化と近代国家の出現によって従来の身分制度は次第に消滅していくこととなった。

## 法律上の身分

### 親族上の身分
親族上の身分とは親族法上の特定の地位をいう。例として嫡出子、非嫡出子などがある。

### 犯罪上の身分
刑法において身分とは、特定の犯罪の主体となるのに必要とされる特殊な地位または状態をいう。行為の主体にかかる身分が要求される犯罪を身分犯 ( Sonderdelikt ) とよぶ。